# スロベニア自由民主党
スロベニア自由民主党（スロベニアじゆうみんしゅとう、Liberalna demokracija Slovenije）は、スロベニアの自由主義政党。党首は、トネ・アンデルリッチ (Tone Anderlič) 。自由主義インターナショナルおよび欧州自由民主改革党に加盟している。
1990年大統領選挙には哲学者のスラヴォイ・ジジェクを擁立した。2004年欧州議会選挙では自民党は21.9パーセントの得票でスロベニアの獲得議席7議席中2議席を獲得した。
スロベニア国内政治では、自民党は、1992年から2004年まで、2000年の一時期を除き、連立政権を構成してきた。1992年ヤネス・ドルノウシェクが自民党最初の首相に選出され、2002年には大統領に就任した。ドルノウシェクの大統領就任に伴い、後継首相には同党からアントン・ロップ前蔵相が選出された。しかし、2004年総選挙では議席を大幅に減らし、スロベニア民主党に第一党の座を明け渡し自民党は野党に回った。2007年まで下院で23議席（22.8パーセント）を維持するが、12人の議員が離党した。2008年総選挙では5議席しか獲得できず、2011年総選挙では議席を獲得できなかった。
2007年マテイ・ラホウニク（sl:Matej Lahovnik）が代表となるが、前書記長（幹事長）のグレゴル・ゴロビッチ（en:Gregor Golobič）が離党し、新党ザレス（Zares、「真理」の意）を結成した。